# Ana Alcaide
Ana Alcaide (Madrid, 7 de julio de 1976) es una intérprete, compositora y productora musical española.

## Biografía
Inició sus estudios musicales con el violín a los siete años. Estudió en el Conservatorio de Getafe (Madrid) y posteriormente en la Universidad de Lund, Suecia. 
Gracias a una beca de estudios de Biología, en el año 2000 Ana viajó a Suecia y conoció la nyckelharpa o viola de teclas, instrumento tradicional sueco. Atraída por su sofisticación y profundidad sonora, comenzó a tocarlo de forma autodidacta en la ciudad de Toledo,  lejos de su tradición original.  Años más tarde, en 2005, se trasladó a Suecia para ampliar sus estudios musicales y especializarse en este instrumento. Durante este periodo también recibió influencias de otras tradiciones musicales, iniciándose en el estudio de nuevos instrumentos y de su propia voz. Obtuvo una diplomatura en Malmö Academy of Music cursando un plan de estudios individualizado (Individual Project) en el que orientó su carrera hacia las músicas del mundo, combinando su interés por la música tradicional con el aprendizaje de técnicas más modernas que han permitido crear su propio camino como intérprete y compositora. 
Fruto de su búsqueda personal y experimentación con el instrumento, publicó 'Viola de teclas' en el año 2006, obra que marca el inicio de su carrera musical y que la convirtió en pionera en el uso y divulgación de la nyckelharpa en España. Su segundo trabajo, ‘Como la luna y el sol’ (2007/2008), fue el resultado de su proyecto final de su carrera y ofrece su particular visión de la antigua tradición sefardí. A finales de 2009 recopiló sus tres primeros años de trabajo en el DVD ‘Ana Alcaide en concierto’, grabado en la Sinagoga del Tránsito de Toledo. En 2012 publica su tercer disco, ‘La cantiga del fuego’, su trabajo más emblemático por inspirarse en la ciudad de Toledo y en su pasado sefardí, en concreto, en algunas de sus leyendas más conocidas como la del 'Pozo amargo' o la leyenda de 'Las llaves de Toledo'.  
En 2015 inicia una nueva línea de trabajo  ‘Tales of Pangea’. Ana fusiona su música con las melodías indonesias, dando como fruto a su trabajo más exótico, ‘Gotrasawala (Tales of Pangea)’
En 2022, y continuando esta nueva línea de trabajo de multiculturalidad, publica 'Ritual'. Nace de su encuentro personal con el músico iraní Reza Shayesteh y con la poesía persa. Se trata de un ambicioso proyecto musical y escénico que reúne a artistas de Irán, Estados Unidos y España. Un viaje místico, un canto al poder de conexión a través de las acciones rituales cotidianas, que se trasforma en un directo donde la música, la poesía, la danza y las videoproyecciones se aúnan para crear un espectáculo sensorial único.

## Discografía
- Viola de teclas, 2006
- Como la luna y el sol, 2008
- La cantiga del fuego, 2012
- Tales of Pangea, 2015
- Leyenda, 2016
- Ritual, 2022

## Colaboraciones
- 2006 Colaboración en el disco 'Canciones populares del siglo XVI / Francisco Salinas' del Joaquín Díaz
- 2018 Colaboración en el álbum 'Lost souls' de Loreena Mckennitt
- 2019 Artista invitada durante la gira española de Loreena Mckennitt en España así como en el concierto especial que realizó en el Royal Albert Hall de Londres.
- 2019 Colabora con el compositor Luís Cobos en su disco ‘Va por México’, con una personalísima versión de ‘La llorona’.
- 2021 Artista invitada de Paco Ibáñez en el concierto homenaje al filósofo Edgar Morin en la 'Opera Comedie' de Montpellier.